# Christoph Heinrich Korn
Christoph Heinrich Korn (geboren 1726 in Tübingen; gestorben 1783 in Stuttgart) war ein schwäbischer Jurist, Lieutenant, Romancier und Verfasser zeitgeschichtlicher Schriften.

## Leben
Seine Werke sind heute in der breiten Öffentlichkeit nicht mehr bekannt; in den Literaturwissenschaften wird er vor allem als Romanautor gewürdigt.
Zu seinen Lebzeiten erhielt Christoph Heinrich Korn jedoch besondere Anerkennung für sein umfassendes Werk Geschichte der Kriege in und ausser Europa, in dem er die Amerikanische Revolution detailreich und pointiert für ein deutsches Publikum beschrieb.
Nach dem Studium der Rechtswissenschaften in Tübingen soll Korn 1747 in den holländischen Armeedienst eingetreten sein. Nach seiner Zeit im Militär zog er zurück in seine schwäbische Heimat. In Stuttgart arbeitete er ab 1759 als freischaffender Schriftsteller. Zwischen 1769 und 1776 lebte er in Ulm, kehrte später aber wieder nach Stuttgart zurück.
Die Allgemeine Literaturzeitung vom 29. Januar 1785 berichtete, dass posthum nun auch der letzte Band der Geschichte der Kriege in und ausser Europa erschienen sei und würdigte das Lebenswerk des nunmehr verstorbenen Autors:

„Dieses Werk wurde im J. 1776 angefangen, und die Revolution in Nordamerika gab dazu die erste Veranlassung. […] Wer da weis (sic), was man für Quellen und Hilfsmittel findet, um eine Geschichte der neuesten Zeit zu schreiben, der wird gewiss von dem Verf. nicht mehr fordern, als er geleistet hat. Es gehört dieses Werk sicher unter die brauchbarsten Materialien, und das um so viel mehr, da es mit geographischen und statistischen Erläuterungen begleitet, wie auch mit Plänen und Prospecten (sic) merkwürdiger Oerter und Gegenden versehen ist.“